# سیاهک هندی
سیاهک هندی یا سیاهک ناقص گندم (نام علمی: Tilletia indica)، یکی از بیماری‌های قارچی گندم است. این قارچ به دانه‌ها حمله کرده و مواد مغذی آندوسپرم درون آن‌ها را به خود می‌کشد.
قارچ عامل سیاهک هندی تولید تلیوسپورهای بزرگ، گرد و قهوه‌ای تیره به قطر ۲۲ تا ۴۹ میکرون می‌کند. سطح این هاگ‌ها مشبک و دارای غشا نازکی هستند. در اثر حمله این سیاهک فقط قسمتی از دانه گندم و نیز تعداد معدودی از دانه‌های سنبله مبتلا می‌شود و به همین دلیل به آن سیاهک ناقص گفته می‌شود. معمولاً دانه‌های آلوده فقط از قسمتی در انتهای جنین مبتلا شده و ممکن است جوش‌های سیاهک در طول شیار بذر امتداد یابند.
این بیماری ابتدا در منطقه فیصل‌آباد پاکستان یافت شده و سپس در منطقه کرنال هندوستان در سال ۱۹۳۱ شناسایی و نامگذاری شده‌است.
وجود این بیماری در سال ۱۹۹۶ در محموله‌های وارداتی از هندوستان به ایران گزارش شد.
در چرخه بیماری، تلیوسپورهای قارچ عامل بیماری در خاک و در روی بذر دوام می‌آورند و منبع آلوده‌کننده اولیه بشمار می‌آیند. تلیوسپورها در شرایط مرطوب در ماه‌های بهمن و اسفند جوانه زده و اسپوریدیها را در سطح خاک تولید می‌کنند که توسط باد پراکنده شده و از طریق گل وارد تخمدان می‌شوند و در اثر رطوبت و هوای خنک موجب آلودگی قسمتی از دانه‌ها و گاهی تمام آن شده و توده‌ای از تلیوسپورهای تیره رنگ در آن تشکیل می‌شود. در هنگام خرمن‌کوبی، پریکارپ دانه‌های آلوده پاره شده و تلیوسپورهای آزاد شده خاک و دانه‌ها را آغشته می‌سازند.